# Großsteingräber bei Steinfeld (Bülstedt)

Wappen von Bülstedt

Die Großsteingräber bei Steinfeld waren mehrere Grabanlagen unbekannter Zahl bei Steinfeld, einem Ortsteil der Gemeinde Bülstedt im Landkreis Rotenburg (Wümme) in Niedersachsen. Sie stammen aus dem mittleren Neolithikum (3500–2800 v. Chr.) und sind Megalithanlagen der Trichterbecherkultur (TBK). Heute existieren nur noch zwei Gräber. Sie tragen die Sprockhoff-Nummern 649 und 650. Mehrere weitere Gräber, die nach Martin Mushard zwischen Steinfeld und Wilstedt lagen, wurden im 18. oder 19. Jahrhundert zerstört.

## Lage
Die erste Anlage mit der Sprockhoff-Nr. 649 liegt nordöstlich von Steinfeld in einer Baumgruppe am Ostrand der Landesstraße 132. Das zweite Grab liegt im Steinfelder Holz östlich des Dorfes und etwa 950 m südlich von Grab 1. 2,6 km südöstlich von Grab 2 befindet sich das Großsteingrab Nartum.

## Forschungsgeschichte
Die Gräber wurden erstmals in der ersten Hälfte des 18. Jahrhunderts von Martin Mushard beschrieben. Von der unbestimmten Zahl an Gräbern, die von Mushard genannt wurden, waren nach Johann Karl Wächter um 1841 nur noch zwei erhalten. Diese beiden Anlagen wurden am 29. August 1930 von Ernst Sprockhoff für seinen Atlas der Megalithgräber Deutschlands aufgenommen. Grab 1 wurde 1983/84 restauriert, Grab 2 1986/87.

## Beschreibung

### Grab 1
Die Anlage besaß früher einen (in dieser Region seltenen) Rundhügel, von dessen Einfassungssteinen noch 17 um die Grabkammer herum liegen. Von diesen steht nur noch der südwestlichste in situ. Die Kammer ist gut erhalten und als Ganggrab anzusehen. Sie ist nordost-südwestlich orientiert und hat eine Länge von 5,2 m sowie eine Breite von 1,9 m. Sie besteht aus vier Wandsteinpaaren an den Langseiten und je einem Abschlussstein an den Schmalseiten. Diese stehen alle noch in situ. Ernst Sprockhoff konnte bei seiner Aufnahme im Jahr 1930 den westlichsten Stein der nordwestlichen Langseite nicht auffinden; er ist aber ebenfalls vorhanden und wurde bei einer späteren Restaurierung wieder an seiner ursprünglichen Position aufgestellt. Die Lücken zwischen den Wandsteinen sowie zwischen den Umfassungssteinen waren mit Trockenmauerwerk aus Steinplatten verfüllt, das bei der Restaurierung wieder hergestellt wurde. Sprockhoff konnte noch vier Decksteine feststellen. Von diesen lagen noch zwei auf den Wandsteinen auf, zwei weitere waren in die Kammer gestürzt. Heute sind nur noch drei Decksteine vorhanden: zwei liegen auf den Wandsteinen, einer direkt neben der Kammer. Ehemals könnten fünf Steine die Kammer bedeckt haben. Eine schmale Lücke in der Mitte der südöstlichen Langseite ermöglichte den Zugang zur Kammer. Von den ursprünglich vier Wandsteinen des vorgelagerten Gangs sind noch zwei erhalten.

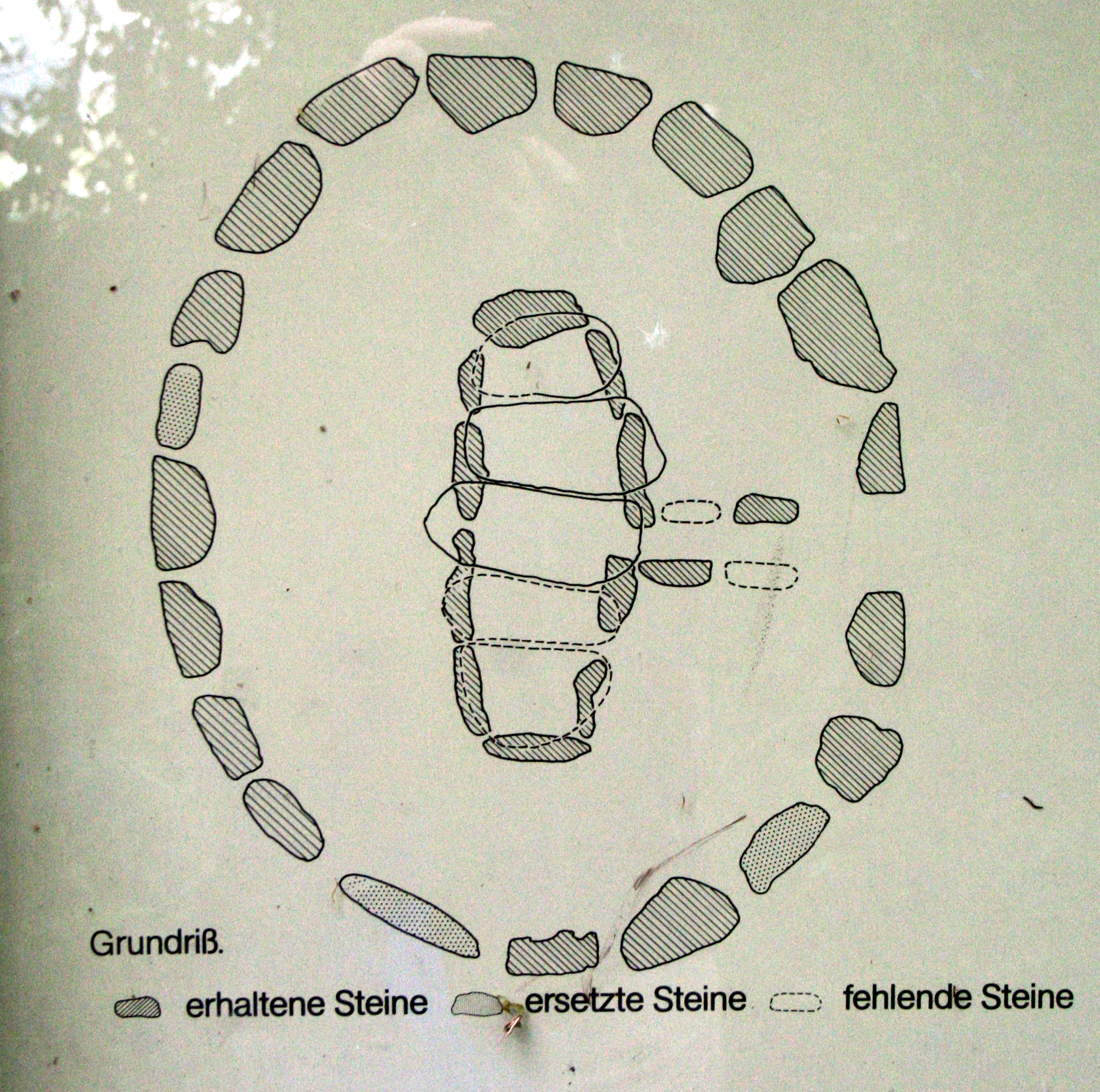
Grab 1, Grundriss
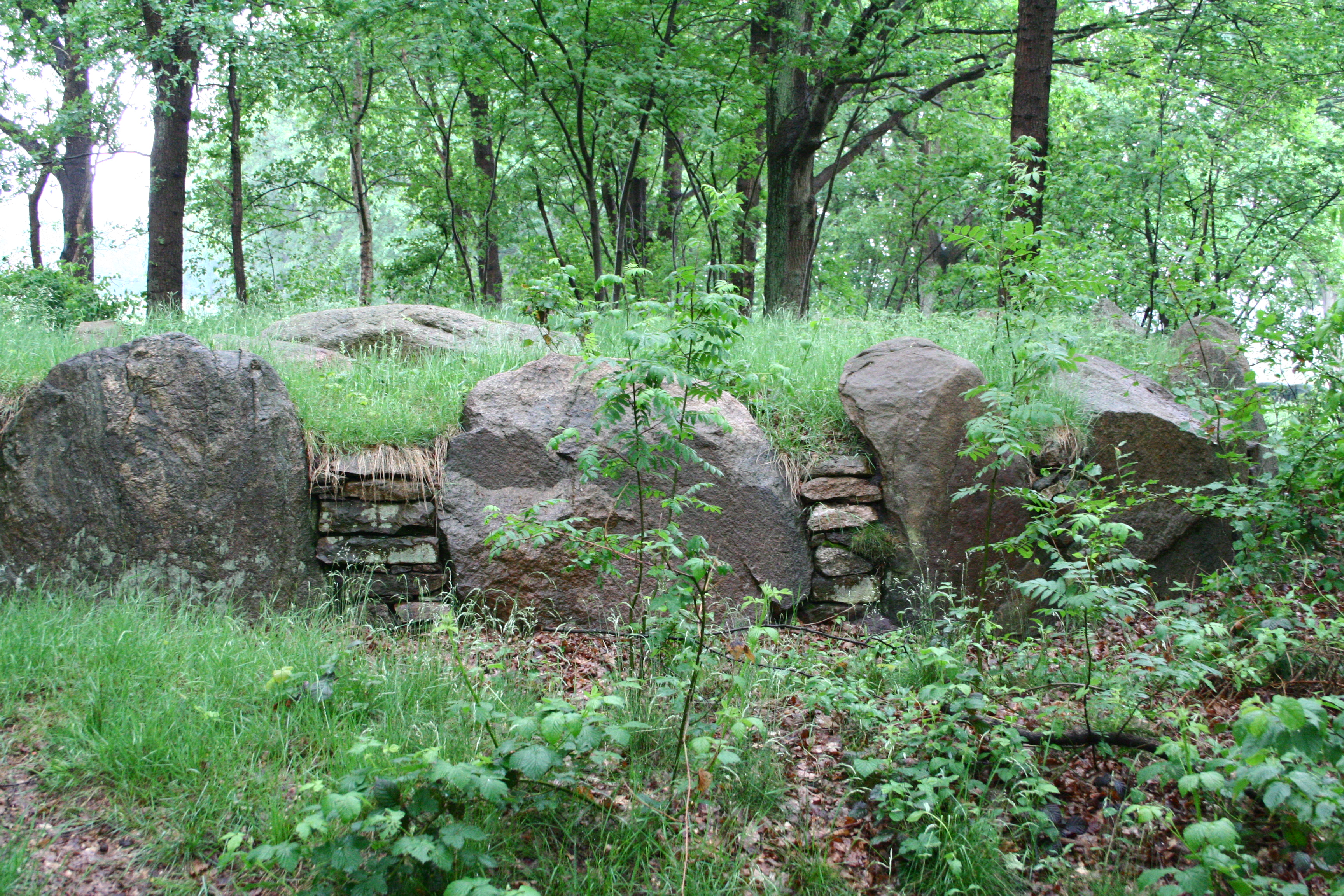
Grab 1 in restauriertem Zustand

### Grab 2
Die Anlage besitzt eine nord-südlich orientierte Grabkammer, bei der es sich vermutlich um ein Ganggrab handelt. Die Kammer war ursprünglich wohl überhügelt und bestand aus drei Wandsteinpaaren an den Langseiten, je einem Abschlussstein an den Schmalseiten und drei Decksteinen. Bei Sprockhoffs Aufnahme waren der südliche Abschlussstein, die beiden angrenzenden Wandsteine der Langseiten, der mittlere Wandstein der Ostseite, der nördliche Wandstein der Westseite, der nördliche Abschlussstein sowie der südliche und der mittlere Deckstein vorhanden. Der südliche Deckstein lag noch auf den Wandsteinen auf, der mittlere war auf einer Seite ins Innere der Kammer gestürzt. Der nördliche Wandstein der Ostseite, der mittlere der Westseite und der nördliche Deckstein fehlten. Die Lücke an der Westseite wurde von Sprockhoff als Zugang zur Kammer gedeutet. Bei einer späteren Restaurierung wurden die zwei fehlenden Wandsteine ergänzt, wobei zwischen dem mittleren und dem nördlichen Stein der Ostseite eine Lücke gelassen wurde. Wahrscheinlich hatte sich entgegen Sprockhoffs Vermutung hier der tatsächliche Zugang befunden. Ob die fehlenden Steine von Sprockhoff nur übersehen oder bei der Restaurierung ergänzt wurden, ist unbekannt. Der mittlere Deckstein wurde bei der Restaurierung wieder auf die Wandsteine aufgesetzt. Bei einem nördlich der Kammer liegenden Stein könnte es sich um ein Bruchstück des fehlenden nördlichen Decksteins handeln.

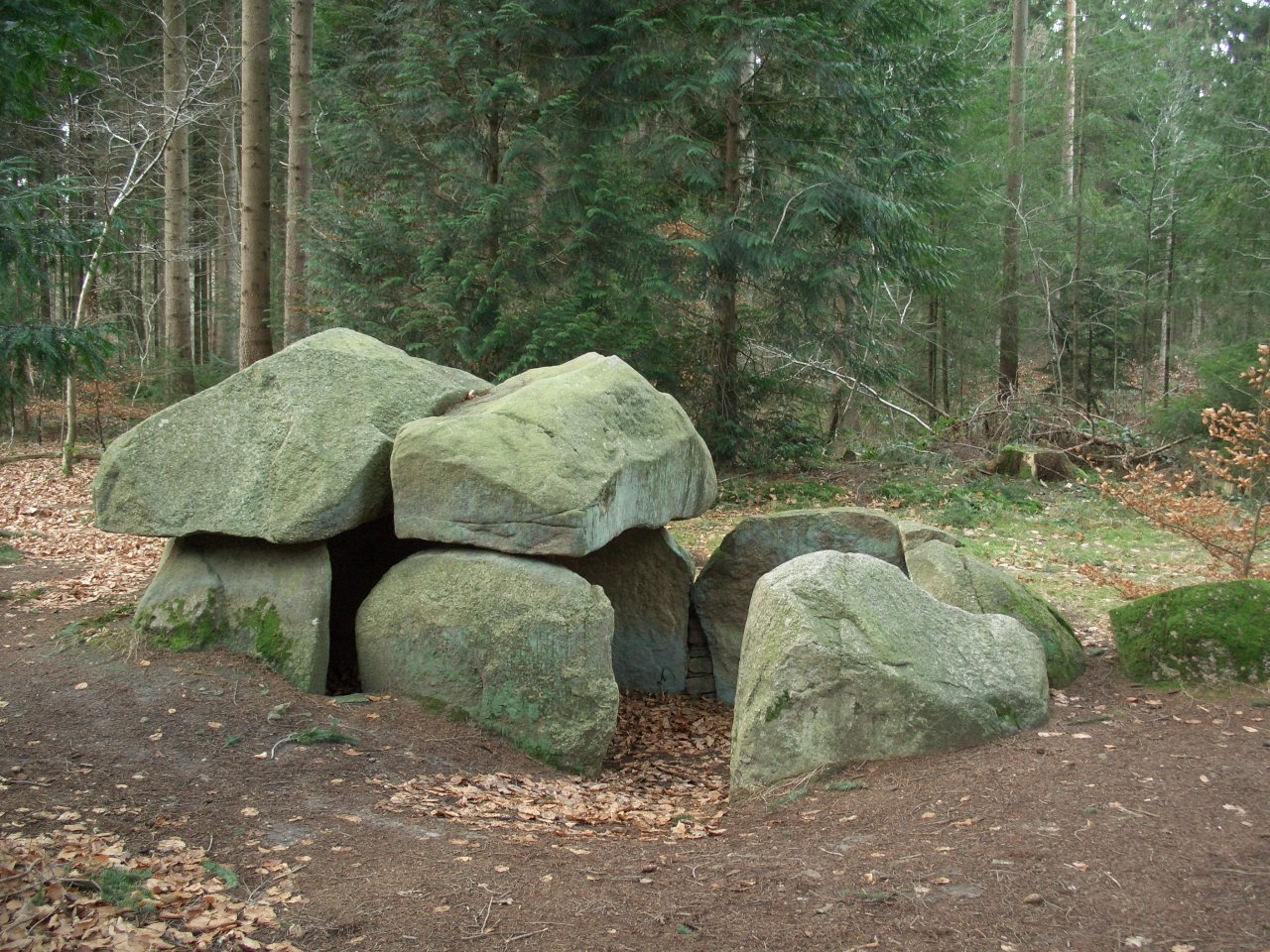
Grab 2, Ostseite
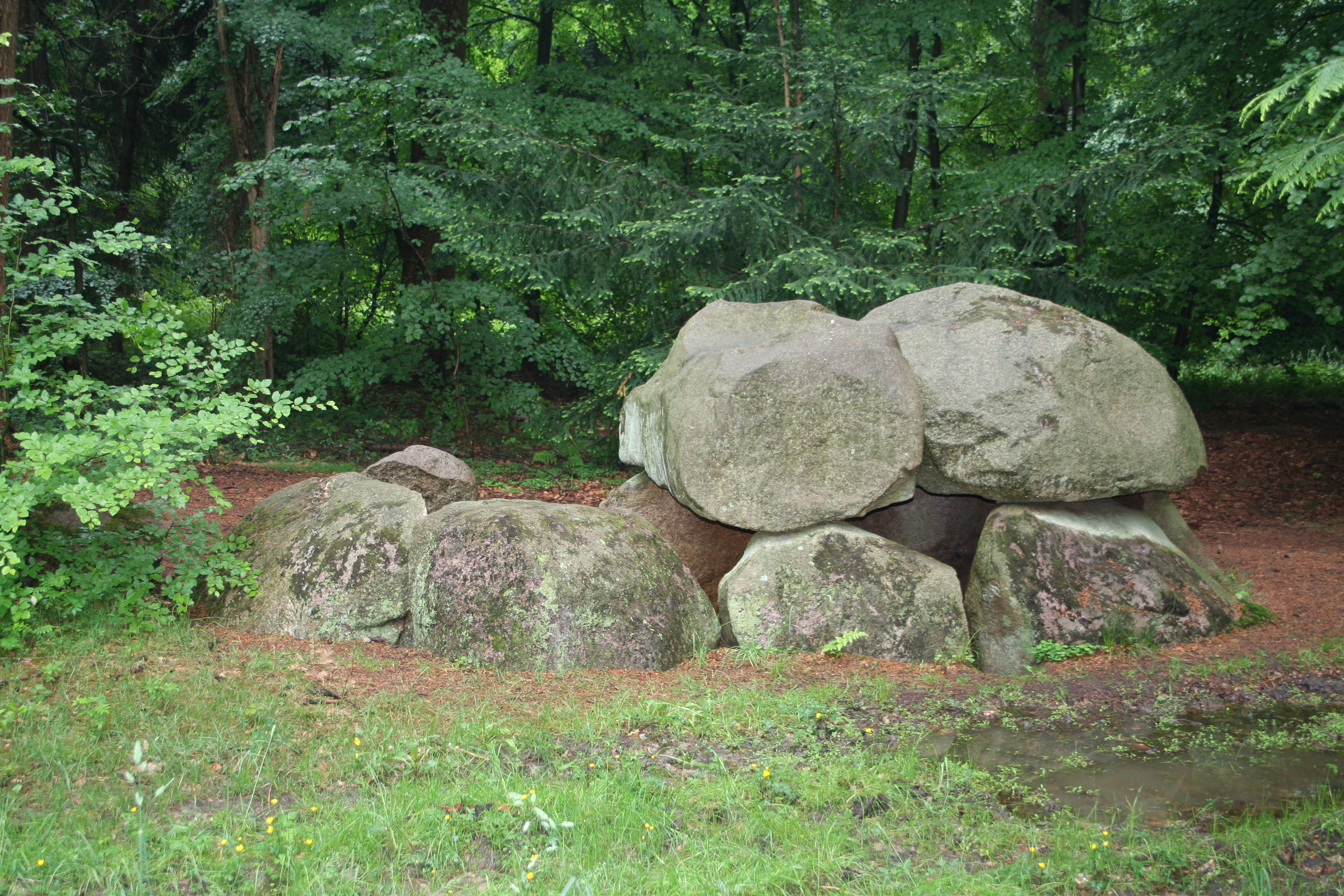
Grab 2, Westseite

## Funde aus der Umgebung der Gräber
Kurz vor dem Zweiten Weltkrieg fand ein Bauer auf seinem Feld im Flurstück „Hinter dem Holze“ eine trichterbecherzeitliche doppelschneidige Streitaxt aus Amphibolit. Die Fundstelle liegt nur etwa 400 m von einem der Gräber (wohl Grab 1) entfernt. Da es sich um eine Senke in ehemals sumpfigem Gelände handelt und von hier keine anderen Funde bekannt sind, die beispielsweise auf eine Siedlung hindeuten, könnte die Axt eventuell bewusst in einem Moor niedergelegt worden sein.

## Trivia
Martin Mushard (1699–1770) berichtet von dem Ottersberger Amtmann Justus Kelp (1650–1720), der ein „Monumentum zu Stenfeld … durch, etliche Leute untergraben“ ließ. Nach eigener Aussage bekam ihm der Ausgrabungsversuch nicht: „In der Nacht erschienen ihm drei Männer, die untereinander eine unbekannte Sprache redeten und von denen einer einäugig war. Mit bedrohlichem Blick bedeuteten sie ihm schließlich: ‚Sie wären für ihr Vaterland als Helden gestorben, würde er verfolgen sie zu beunruhigen, sollte er hinführ weder Stern noch Glück haben‘.“ Kelp war ein Gelehrter und Sammler, dessen Spuren man überall in der Geschichte der Lande um Bremen findet.